# Sergej Fedorovtsev
Sergej Fedorovtsev (ryska: Сергей Анатольевич Федоровцев), född den 31 januari 1980 i Rostov-na-Donu i Ryssland, är en rysk roddare.
Han tog OS-guld i scullerfyra i samband med de olympiska roddtävlingarna 2004 i Aten.